# Smeringochernes greensladeae
Espèce
Smeringochernes greensladeae est une espèce de pseudoscorpions de la famille des Chernetidae.

## Distribution
Cette espèce est endémique de Guadalcanal aux Salomon.

## Description
Les mâles mesurent de 1,3 à 1,35 mm et les femelles de 1,6 à 1,7 mm.

## Étymologie
Cette espèce est nommée en l'honneur de Penelope Greenslade.

## Publication originale
- Beier, 1966 : Die Pseudoscorpioniden der Salomon-Inseln. Annalen des Naturhistorischen Museums in Wien, vol. 69, p. 133-159 (texte intégral).